# Tala Madani
Tala Madani (persiska طلا مدنی), född 1981 i Teheran, är en iransk-amerikansk målare baserad i Los Angeles.

## Biografi
Madani föddes 1981 i Teheran, men flyttade vid fjorton års ålder till USA med sin familj. Hon tog en Master of Fine Arts i måleri vid Yale University School of Art i New Haven 2006. Hon arbetar inom måleri och animation, och ett återkommande motiv i hennes konst är män, ofta i ett sårbart tillstånd, en omkastning av den konventionella objektifierade kvinnokroppen i måleriet. Hennes konst behandlar maskulinitet, maktstrukturer och gruppdynamik, och kontraster mellan humor och allvar spelar en stor roll i hennes konstnärskap. Männen i hennes, till formatet små, målningar är ofta förlöjligade, förödmjukade, clownlika, och bilderna har närmast en karikatyrliknande kvalitet. I hennes större målningar avbildas ofta en större, mer abstrakt grupp människor där individen till viss del går förlorad.
Madani har ställt ut i grupputställningar som ”The Generational: Younger than Jesus” på The New Museum i New York 2009, Greater New York på P.S. 1 MoMA i New York 2010 och ”Speech Matters” i danska paviljongen på Venedigbiennalen 2011. 2011 hade hon en -separatutställning på Stedelijk Museum Bureau i Amsterdam och 2013 på Moderna museet i Malmö., 
Madani finns representerad vid bland annat Moderna museet, Museum of Modern Art, Tate Modern, Whitney Museum of American Art och National Gallery of Victoria

### Fotnoter
1. ↑  läs online, www.newyorker.com  .[källa från Wikidata]
2. ↑  läs online, rijksakademie.nl , läst: 5 maj 2024.[källa från Wikidata]
3. ↑  läs online, www.mori.art.museum .[källa från Wikidata]
4. 1 2 3 4 5  ”Tala Madani: Rip Image”. Moderna Museet. http://www.modernamuseet.se/Malmo/Utstallningar/2013/Tala-Madani/. Läst 15 februari 2013.
5. 1 2  Al-Hadid, Diana ‘Tala Madani’ Arkiverad 10 november 2011 hämtat från the Wayback Machine. BOMB Magazine hösten 2009. Läst 15 februari 2013.
6. ↑  Utställningen MoMA
7. ↑  Moderna museet
8. ↑  Museum of Modern Art
9. ↑  Tate Modern
10. ↑  Whitney Museum of American Art
11. ↑  National Gallery of Victoria